# Дирак (Шарант)
Дирак (фр. Dirac) је насељено место у Француској у региону Поату-Шарант, у департману Шарант.
По подацима из 2011. године у општини је живело 1540 становника, а густина насељености је износила 52,58 становника/km².

## Демографија
| 1962. | 1968. | 1975. | 1982. | 1990. | 2011. |
| ----- | ----- | ----- | ----- | ----- | ----- |
| 620   | 579   | 807   | 1.037 | 1.260 | 1.540 |